# 소 (아이스크림)

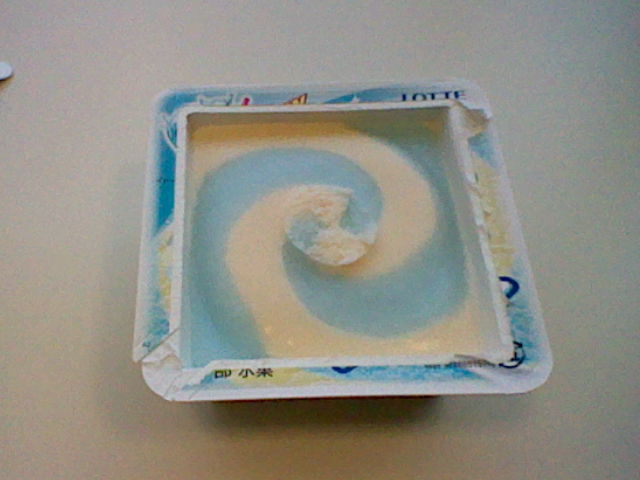
소다 플로트 맛 - 내부

소(爽)는 롯데에서 판매되었으며, 사각형 모양의 용기에 들어있는 아이스크림/빙과이다. 표준 소매가격은 1개(190ml 세트)에 126엔(세금 포함)이다. 칼로리는 139~230kcal이며 아이스크림 와와 비슷하게 생겼다.

## 현재 판매중인 맛
- 상쾌한 바닐라
- 상쾌한 생 초콜릿 in 바닐라
- 상큼한 감미로운 거봉
- 상쾌한 연유 딸기

## 단종된 맛
- 빨강 포도 요구르트 맛
- 팥 맛
- 딸기 요구르트 맛
- 귤 요구르트 맛
- 키위 요구르트 맛
- 포도 & 바닐라 맛
- 홍차 & 우유 맛
- 골든 파인애플 맛
- 흰색 사워 맛
- 진저 에일(매운) 맛
- 수박 맛
- 소다 플로트 맛
- 더블 초콜릿 맛
- 초코 & 바닐라 맛
- 초콜릿 맛
- 입자 방울 딸기 & 바닐라 맛
- 입자 방울 딸기 & 밀크 맛
- 배(갈아 만든 과육세트) 맛
- 백도 맛
- 복숭아 막
- Black & White(초콜릿 & 바닐라) 맛
- 블루베리 요구르트 맛
- 무스카트 맛
- 녹차 맛
- 부드러운 커피 맛
- 망고 요구르트 맛
- 멜론 맛
- 멜론 소다 플로트 막
- 구운 사과 & 바닐라 맛
- 부드러운 맛의 레몬(멀티 전용)
- 냉동 귤 맛
- 냉동 레몬 맛
- 로얄 밀크티 맛
- 감귤 맛
- 배 맛

## 같이 보기
- 롯데제과
- 아이스크림
- 빙과
- 와 (아이스크림)
- 셔벗
- 설레임